# Autobusová doprava v Izraeli

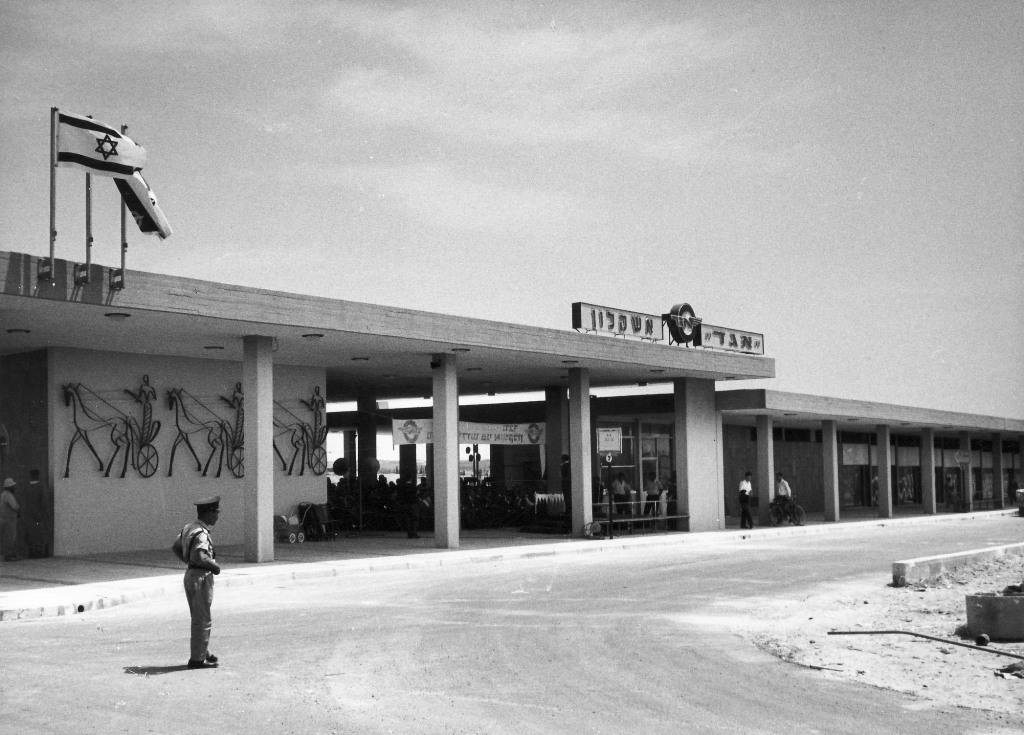
Autobusové nádraží v Aškelonu při svém otevření r. 1965.

Autobus na pouštním úseku u Micpe Ramon na archivním snímku.

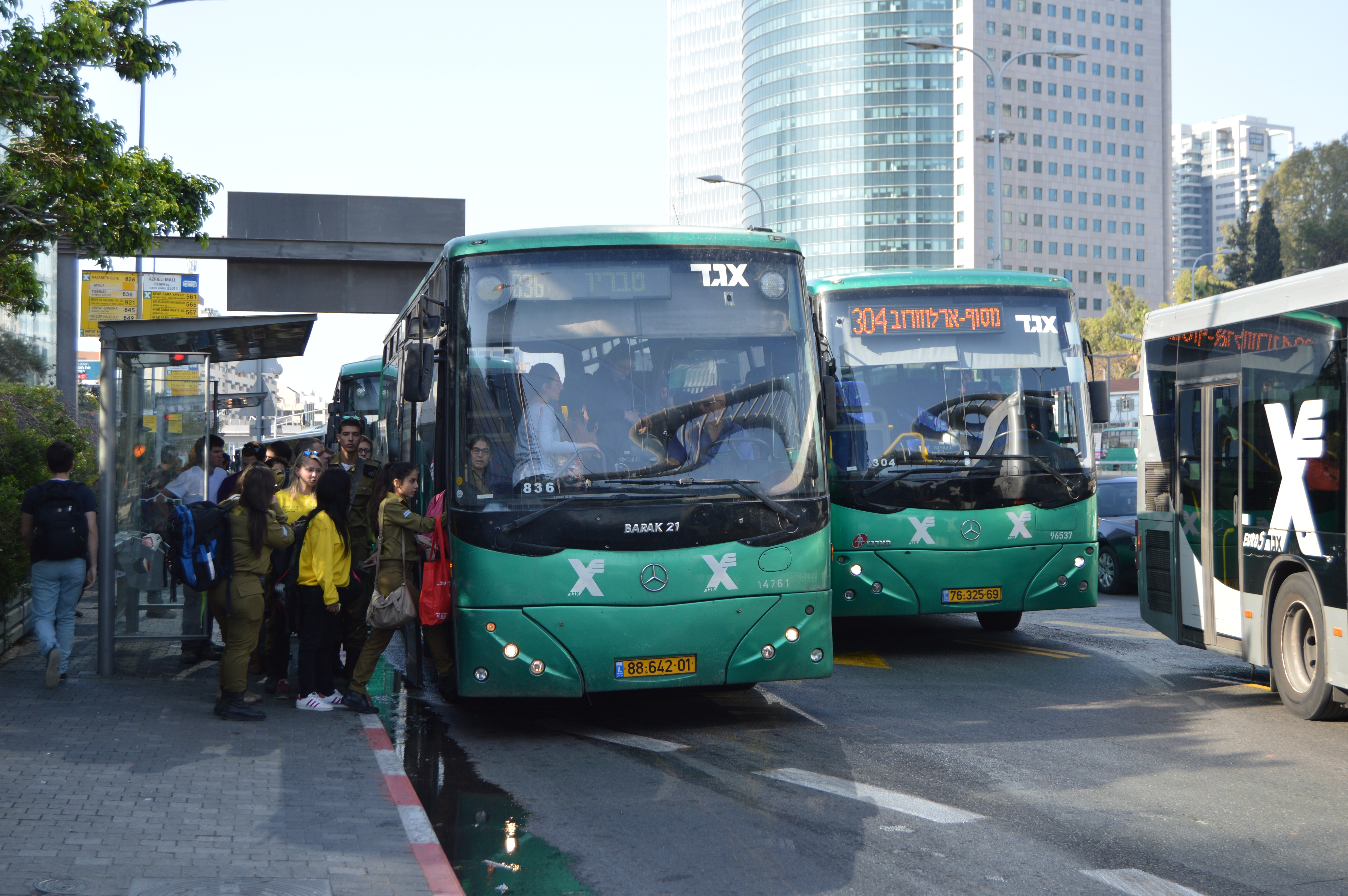
Rušná autobusová doprava v současném Tel Avivu.

Autobusová doprava (hebrejsky תחבורה ציבורית באוטובוסים בישראל‎, tachbura ciburit otobusim be-Jisra'el) je nejrozšířenější typ veřejné dopravy v Izraeli.

## Dopravci
Hlavními dopravci autobusové dopravy jsou společnosti Egged a Dan. Egged patří mezi největší autobusové dopravní společnosti na světě. V Izraeli zajišťuje většinu meziměstských a dálkových spojů a navíc i městskou hromadnou dopravu v některých větších městech jako Jeruzalém a Haifa. I společnost Dan zaujímá na domácím trhu významný podíl. Zajišťuje některé meziměstské linky a hlavně provozuje síť autobusů v aglomeraci Tel Avivu (Guš Dan).
Společnost Egged Ta'avura je dceřinou společností Eggedu a zajišťuje dopravu v některých lokalitách. Firma Kavim poskytuje autobusové spojení v některých městech aglomerace Tel Avivu. Podobně firma Dan má dceřinou společnost Dan ba-darom, která působí v jižním Izraeli a její podsložkou je Dan Beerševa (též Metrodan Beerševa), provozovatel autobusů v Beerševě. Novými hráči na trhu v některých městech jsou společnosti Metropoline, Superbus nebo Nateev Express, jejichž vznik většinou souvisí s liberalizačními kroky v izraelské dopravě, kdy bylo přistoupeno k rozmělnění původní dominance Eggedu. Technologickým posunem je pak síť expresních městských autobusů v Haifě, zvaná Metronit.

## Jízdné, typy linek a autobusová nádraží
Jednotliví dopravci nabízejí kromě základního jízdného i časově omezené jízdenky, denní, měsíční i roční, také předplacené hromadné jízdenky pro 5-20 jízd. Meziměstské spoje obsluhují většinu izraelských měst i vesnických sídel. Tyto linky se dělí na běžné zastávkové (me'asef, מאסף), expresní (ekspres, אקספרס) a přímé (jašir, ישיר). V 2. polovině 20. století byla autobusová doprava v Izraeli jednoznačně dominantním způsobem přepravy, teprve postupně byla nahrazována individuální automobilovou dopravou, později od přelomu století i revitalizovanou a rozšiřovanou sítí železnic Izraelských dráh. Ve většině izraelských měst se nacházejí velké autobusové terminály. Největší z nich (a jedno z největších na světě) je telavivské centrální autobusové nádraží, dokončené po průtazích roku 1993. Autobusové zastávky mají jednotný systém značení, sestávající z žlutého informačního sloupu a kovové tabule, na jejíž jedné straně jsou vyznačena čísla a destinace v hebrejštině, na straně druhé v angličtině.

## Statistiky
Navzdory masivním investicím do jiných typů přepravy (zejména vlakové) je autobusová doprava v Izraeli převládajícím typem dopravy. V roce 1980 najezdily autobusy na pravidelných linkách 353 milionů kilometrů, v roce 2000 to bylo 402 milionů a v 2016 roce 597 milionů kilometrů.
| Rok     | 1951 | 1955 | 1960 | 1965 | 1970 | 1975 | 1980 | 1985 | 1990 | 1995 | 2000 | 2005 | 2010 | 2015 | 2016 |
| ------- | ---- | ---- | ---- | ---- | ---- | ---- | ---- | ---- | ---- | ---- | ---- | ---- | ---- | ---- | ---- |
| mil. km | 88   | 82   | 129  | 230  | 314  | 373  | 353  | 371  | 339  | 391  | 402  | 390  | 458  | 557  | 597  |